# Corbie-Ha

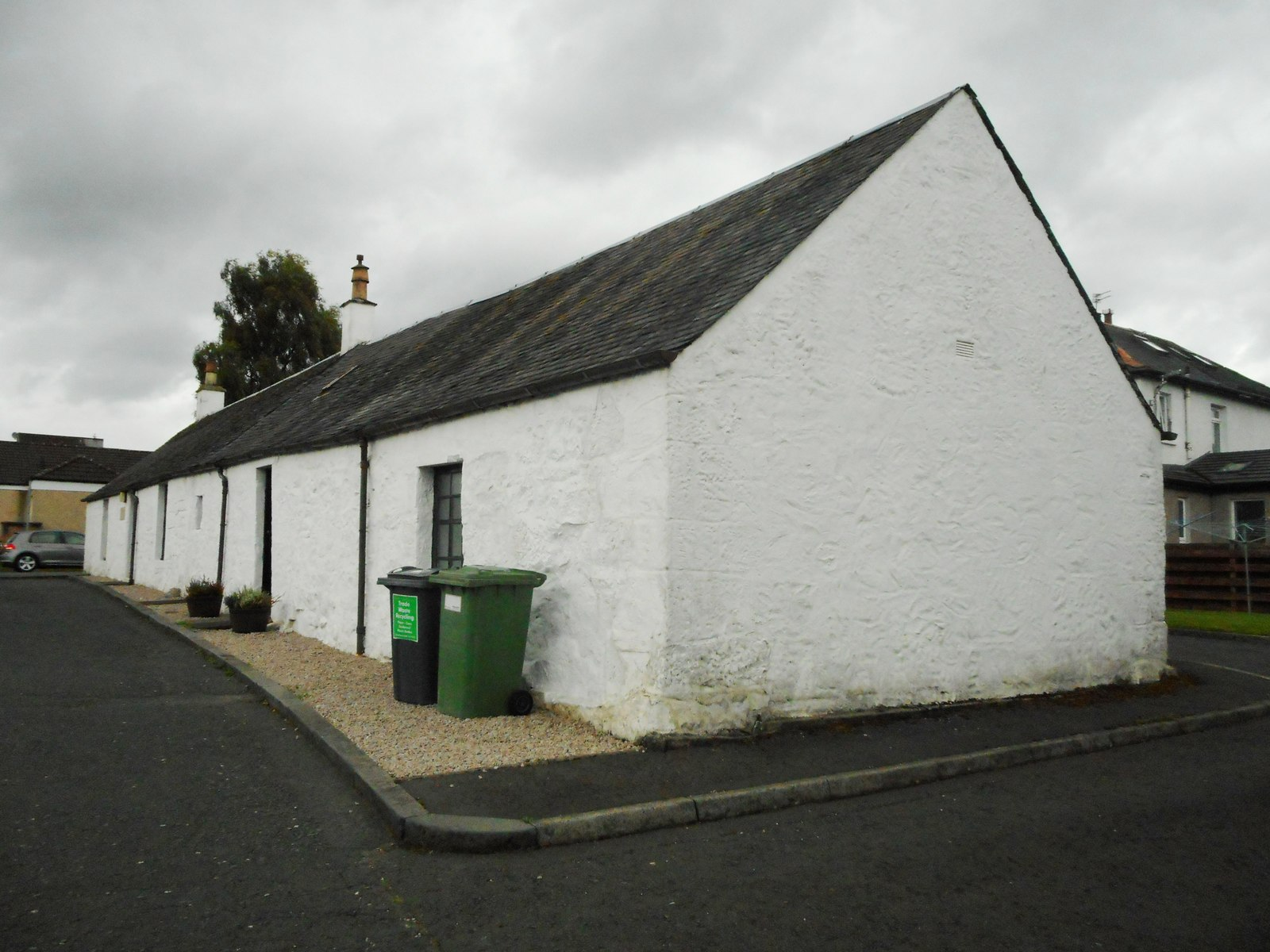
Corbie-Ha

Corbie-Ha ist ein ehemaliger Bauernhof in der schottischen Stadt Milngavie in der Council Area East Dunbartonshire. 1971 wurde das Gebäude in die schottischen Denkmallisten in die Kategorie B aufgenommen.

## Geschichte
Der Bauernhof war im Liegenschaftskataster des Jahres 1807 verzeichnet. Wahrscheinlich wurde er um 1800 erbaut. Zu dieser Zeit war es das einzige Gebäude westlich der Main Street und könnte das älteste, heute erhaltene Gebäude in der Milngavier Innenstadt sein. Das Grundstück erstreckte sich vom Allander Water in westlicher Richtung und grenzte im Norden an die Craigdhu Road. Mit der Familie Watt verließen 1966 die letzten Bewohner das Gebäude. Zunächst sollte das Cottage abgerissen werden, wurde dann jedoch der Milngavie Pipe Band zur Verfügung gestellt, die es schließlich 1972 erwarb. In den folgenden Jahren wurden Elektroinstallationen und eine Zentralheizung eingebaut. Corbie-Ha beherbergt heute ein Veranstaltungsraum mit rund 60 Sitzplätzen, der auch angemietet werden kann. Im Januar 2013 wurden 2000 £ zur Instandsetzung des Hauses zur Verfügung gestellt.

## Beschreibung
Es handelt sich um ein längliches, einstöckiges Gebäude. Es ist von schlichter Bauart, verputzt und gekalkt. Corbie-Ha schließt mit einem schiefergedeckten Satteldach ab. Ursprünglich war das Dach wahrscheinlich reetgedeckt.